# A Sea Symphony
A Sea Symphony ist eine Choralsinfonie von Ralph Vaughan Williams, komponiert zwischen 1903 und 1909. Es ist die erste und gleichzeitig längste Sinfonie von Vaughan Williams. Uraufgeführt wurde sie beim Leeds Festival 1910 unter Leitung des Komponisten an dessen 38. Geburtstag.
Die musikalische Reife des Werkes täuscht über das junge Alter des Komponisten hinweg. Vaughan Williams war 30, als er mit der Komposition begann. Die Sea Symphony ist neben der 8. Sinfonie Gustav Mahlers, die etwa im gleichen Zeitraum entstand, eine der ersten Sinfonien, in der der Chor als ständiges Element und integrierter Bestandteil der Partitur verwendet wird. Damit wurde sie vorbildlich für eine neue Ära sinfonischer Musik in der ersten Hälfte des 20. Jahrhunderts in England. Das Werk wird teilweise auch als Vaughan Williams’ Sinfonie Nr. 1 bezeichnet.

## Entstehung
Von 1903 bis 1909 arbeitete Ralph Vaughan Williams immer wieder an einer Serie von Liedern für Chor und Orchester, die im Endergebnis seine längste Sinfonie und sein erstes größeres Werk überhaupt werden sollte. Der Anfangstitel lautete noch The Ocean. Das Grove Dictionary of Music and Musicians listet allerdings 16 früher entstandene Werke von Vaughan Williams auf, unter anderem zwei mit Chor. Die große Mehrheit dieser Werke aber sind Jugendwerke, die nie veröffentlicht und vom Komponisten auch längst zurückgezogen worden waren. Niemals zuvor hatte Vaughan Williams versucht, ein derart umfangreiches und anspruchsvolles Werk zu veröffentlichen. Ähnlich wie Johannes Brahms zögerte auch er lange, bevor er seine erste Sinfonie vorlegte. Dann aber blieb er ein sehr fruchtbarer Komponist bis zum Ende seines Lebens. Seine letzte Sinfonie komponierte er von 1956 bis 1958 und beendete sie im Alter von 85 Jahren.

## Musikalische Struktur
Mit ca. 70 Minuten Spieldauer ist A Sea Symphony die längste aller Sinfonien von Vaughan Williams. Obwohl sie sich weit von der alten deutschen Tradition einer klassischen Sinfonie entfernt, folgt sie doch in gewissem Sinne dem üblichen sinfonischen Aufbau: schneller Einleitungssatz, langsamer Satz, Scherzo und Finale.
Die vier Sätze lauten:
- A Song for All Seas, All Ships – Ein Lied für alle Meere und alle Schiffe (Bariton, Sopran und Chor)
- On the Beach at Night, Alone – Nachts allein am Strand (Bariton und Chor)
- Scherzo: The Waves – Die Wellen (Chor)
- The Explorers – Die Entdecker (Bariton, Sopran und Chor)

Der erste Satz dauert ungefähr 20 Minuten, die Innensätze 11 und 8 Minuten, das Finale 30 Minuten.

## Text
Der Text der Sea Symphony stammt aus Walt Whitmans Gedichtzyklus Grashalme. Diese Gedichte waren in England damals noch ziemlich unbekannt, übten aber auf Vaughan Williams wegen ihrer Fähigkeit, metaphysische und humane Perspektiven zu vereinigen, eine große Wirkung aus. Der von Whitman bevorzugte „freie Vers“ wurde damals zunehmend bekannt und löste die traditionellen metrischen Formen allmählich ab. Vaughan Williams verwendete in seiner Sea Symphony folgende Gedichte:
- 1. Satz: Song of the Exposition und Song for all Seas, all Ships
- 2. Satz: On the Beach at Night Alone
- 3. Satz: After the Sea-ship
- 4. Satz: Passage to India

## Musik

### Orchestrierung
Die Sinfonie ist ausgelegt für Sopran, Bariton, Chor und großes Orchester, bestehend aus zwei Flöten, Piccoloflöte, zwei Oboen, Englischhorn, zwei Klarinetten, Es-Klarinette, Bass-Klarinette, zwei Fagotte, Kontrafagott, vier Waldhörner, drei Trompeten, drei Posaunen, Tuba, Pauke (F#2-F3), Percussion (Kleine Trommel, Große Trommel, Triangel, Tamburin, Becken), zwei Harfen, Orgel und Streicher.
Um dem Werk eine höhere Zahl von Aufführungen zu ermöglichen, ließ Vaughan Williams aber auch eine kleinere Besetzung zu.

### Einflüsse
Vergleiche mit Charles Villiers Stanford, Hubert Parry und Edward Elgar liegen nahe. Alle vier arbeiteten zur gleichen Zeit im selben Land, Vaughan Williams studierte mit Stanford und Parry zusammen am Royal College of Music, und seine Vorbereitungen für die Komposition seiner Sea Symphony beinhalteten sowohl Elgars Enigma-Variationen (1898–99) als auch sein Oratorium The Dream of Gerontius (1900).
A Sea Symphony gehört zu den bekanntesten Musikstücken, die sich mit dem Thema des Ozeans beschäftigten, die damals etwa gleichzeitig in England geschrieben wurden. Dazu gehören außerdem Stanfords Songs of the Sea (1904) und Songs of the Fleet (1910), Elgars Sea Pictures (1899), Frank Bridges The Sea (1910) und natürlich das heute bekannteste Stück La Mer von Claude Debussy aus Frankreich. All diese Stücke mögen dazu beigetragen haben, dass sich Vaughan Williams bei seinem ersten großen Werk ausgerechnet diesem Thema zuwandte.
Vaughan Williams hatte 1908 drei Wochen lang bei Maurice Ravel in Paris studiert. Während er intensiv an der Instrumentation arbeitete, entwickelte sich bei ihm ein deutlicher Kontrast zu der deutschen sinfonischen Tradition, wie sie Stanford und Parry am Royal College of Music vermittelt hatten. Damals begann Vaughan Williams, einen größeren Sinn für Farben und ungewöhnliche Akkordfolgen zu entwickeln. Seine Vorliebe für Mediant-Verhältnisse, die ein durchgehendes harmonisches Prinzip der Sea Symphony werden sollten, mag sich in diesen damaligen Studien vorbereitet haben. Diese Harmonieverhältnisse wurden seitdem ausschlaggebend für seinen musikalischen Stil überhaupt.
Die Sea Symphony beinhaltet sowohl Pentatonik als auch die Ganztonleiter, was damals eher für die zeitgenössische französische Musik charakteristisch war. Eine solche Musik schwebte Vaughan Williams vor, als er von 1908 bis 1909 die Komposition der Sea Symphony vollendete. Ravel machte ihm ein großes Kompliment, indem er sagte: „Vaughan Williams ist der einzige meiner Studenten, der nicht so komponiert wie ich.“

### Motive
Musikalisch gesehen enthält die Sea Symphony zwei starke vereinheitlichende Motive. Das erste ist ein harmonisches Motiv von zwei Akkorden in Dur und Moll. Überhaupt bildet es den Anfang der Sinfonie: eine Blechbläser-Fanfare in b-Moll, gefolgt von einer Chor-Passage in derselben Tonart. Der Chor singt die Verse “Behold, the …”, worauf das volle Orchester bei dem Wort „sea“ einsetzt und die musikalische Entwicklung in D-Dur auflöst. Das zweite Motiv ist eine melodische Figur, die zu dem Text “And, on its limitless heaving breast …” durch den ganzen ersten Satz hindurch gespielt wird. Wenn man diese musikalischen Verhältnisse in der üblichen Zählweise der einzelnen Rhythmen beschreiben will, könnte man das Muster als „1 2+3-2-3 4“ beschreiben, was darauf hinweist, dass der zweite Takt geteilt ist in Achtelnoten (bei den Worten „on its“) und der dritte Takt unterteilt ist in Triolen (bei dem Wort „limitless“).

## Rezeption und Nachfolge
Die öffentliche Wirkung der Sea Symphony hinterließ nicht nur im Leben des Komponisten deutliche Spuren, der gleich mit seinem Opus 1 ein derart anspruchsvolles und umfangreiches Werk vorgestellt hatte, sondern sie brachte zugleich der englischen sinfonischen Musik des 20. Jahrhunderts und der englischen Musik generell nachhaltige weltweite Aufmerksamkeit ein. 
Hugh Ottaway schreibt in seinem Buch Vaughan Williams’ Symphonies:
„Die englische Sinfonie ist fast vollständig eine Schöpfung des 20. Jahrhunderts. Als Vaughan Williams 1903 anfing, Lieder für Chor und Orchester zu komponieren, die dann später zur ‚Sea Symphony‘ wurden, hatte sich Elgar noch nicht als Sinfoniker gezeigt. Und ungewöhnlich genug wurde Elgars erste Sinfonie von 1908 überhaupt die erste Sinfonie eines englischen Komponisten, die ins Repertoire aufgenommen wurde … Und als Vaughan Williams seine neunte Sinfonie 1958 beendet hatte, einige Monate vor seinem Tod im Alter von 85, war die englische Sinfonie als Gattung ein eigenständiges Thema geworden. Und es ist ganz offensichtlich, dass Vaughan Williams eine entscheidende Rolle in diesem Prozess gespielt hat. Während dieser ganzen Periode war er ständig in das musikalische Leben des Landes integriert und aktiv, nicht nur als Komponist, sondern auch als Lehrer, Dirigent, Organisator und zunehmend als Tutor junger Menschen.“
Hugh Ottaway und Alain Frogley schreiben über Vaughan Williams’ Musik, sie sei
„ein Triumph des Instinkts über die Umgebung. Der Grundton ist optimistisch. Whitmans Begeisterung über die Einheit des Seins und die Bruderschaft der Menschen schlägt sich deutlich nieder und die Vitalität des Besten in ihnen hat sich als ausdauernd erwiesen. Was immer auch die Verpflichtung Parry und Stanford und am Ende auch Elgar gegenüber bedeuten mag, gibt es keinen Zweifel über die rein physische Heiterkeit oder visionäre Begeisterung“.
Ursula Vaughan Williams, seine Witwe, beschreibt in ihrer ausführlichen Biographie über ihren Mann die Kernpunkte seiner Philosophie:
„er war sich der kollektiven Hoffnungen der Generationen der Männer und Frauen seiner Zeit bewusst, mit denen er sich tief verbunden fühlte. Und deswegen gibt es in seinem Werk eine fundamentale Spannung zwischen traditionellen Konzepten von Glaube und Moral und einer modernen spirituellen Seelenqual, die auch visionär ist.“

### Weiterführende Literatur
- F. R. C. Clark: The Structure of Vaughan Williams’ ‘Sea’ Symphony. In: The Music Review. Band 34, Nr. 1, Februar 1973, S. 58–61.
- Simon Heffer: Vaughan Williams. Northeastern University Press, Boston 2000.
- Frank Howes: The Music of Vaughan Williams. Oxford University Press, London 1954.
- Wilfrid Mellers: Vaughan Williams and the Vision of Albion. Barrie & Jenkins, London 1989. Besonders Kapitel 1, The Parlour and the Open Sea: Conformity and Nonconformity in Toward the Unknown Region and A Sea Symphony.
- Ursula Vaughan Williams, Imogen Holst (Hrsg.): Heirs and Rebels: Letters written to each other and occasional writings on music by Ralph Vaughan Williams and Gustav Holst. Oxford University Press, London 1959.

## Aufnahmen
- Adrian Boult, Dirigent; Isobel Baillie, Sopran; John Cameron, Bariton; mit dem London Philharmonic Choir; London Philharmonic. Decca, p1953
- Robert Spano, Dirigent; Christine Goerke, Sopran; Brett Polegato, Bariton; Atlanta Symphony Orchestra and Chorus. Telarc, p2002. (Gewinner des Grammy Award für das Beste Klassik-Album 2003)
- Vernon Handley, Dirigent; Joan Rodgers, Sopran; William Schimmel, Bariton; Royal Liverpool Philharmonic and Choir. EMI, p1988
- Bernard Haitink, Dirigent; Felicity Lott, Sopran; Jonathan Summers, Bariton; mit dem London Philharmonic Choir; Cantilena; London Philharmonic. EMI, p1989
- Leonard Slatkin, Dirigent; Benita Valente, Sopran; Thomas Allen, Bariton; Philharmonia Chorus; London Philharmonic Orchestra. 1993